# 1090 км (зупинний пункт)
1090 кіломе́тр — пасажирський залізничний зупинний пункт Знам'янської дирекції Одеської залізниці на лінії Олійникове — Колосівка.
Розташований за кілька кілометрів від села Садове та смт Арбузинка Арбузинського району Миколаївської області між станціями Кавуни (5 км) та Людмилівка (15 км).
На платформі зупиняються приміські поїзди